# NK Venera Sveti Juraj na Bregu
NK Venera je nogometni klub iz općine Sveti Juraj na Bregu. 
Trenutačno se natječe u 1. ŽNL Međimurskoj.